# Shigeo
Shigeo ist ein männlicher japanischer Vorname (der im Japanischen hinter dem Familiennamen steht). Das ENAMDICT kennt 78 verschiedene Schreibweisen des Namens in unterschiedlichen Bedeutungen.

## Bekannte Namensträger
- Arai Shigeo (1916–1944), japanischer Schwimmer
- Shigeo Fukuda (1932–2009), japanischer Illusionskünstler
- Shigeo Hirose (* 1947), japanischer Erfinder
- Shigeo Itō (* 1945), japanischer Tischtennisspieler
- Shigeo Mito, japanischer Lautenist, Theorbist und Vihuelista
- Shigeo Neriki (* 1951), japanischer Pianist
- Shigeo Shingō (1909–1990), japanischer Entwickler von Produktionssystemen
- Sugiura Shigeo (1917–1988), japanischer Schwimmer